# Florianikapelle (Graz)

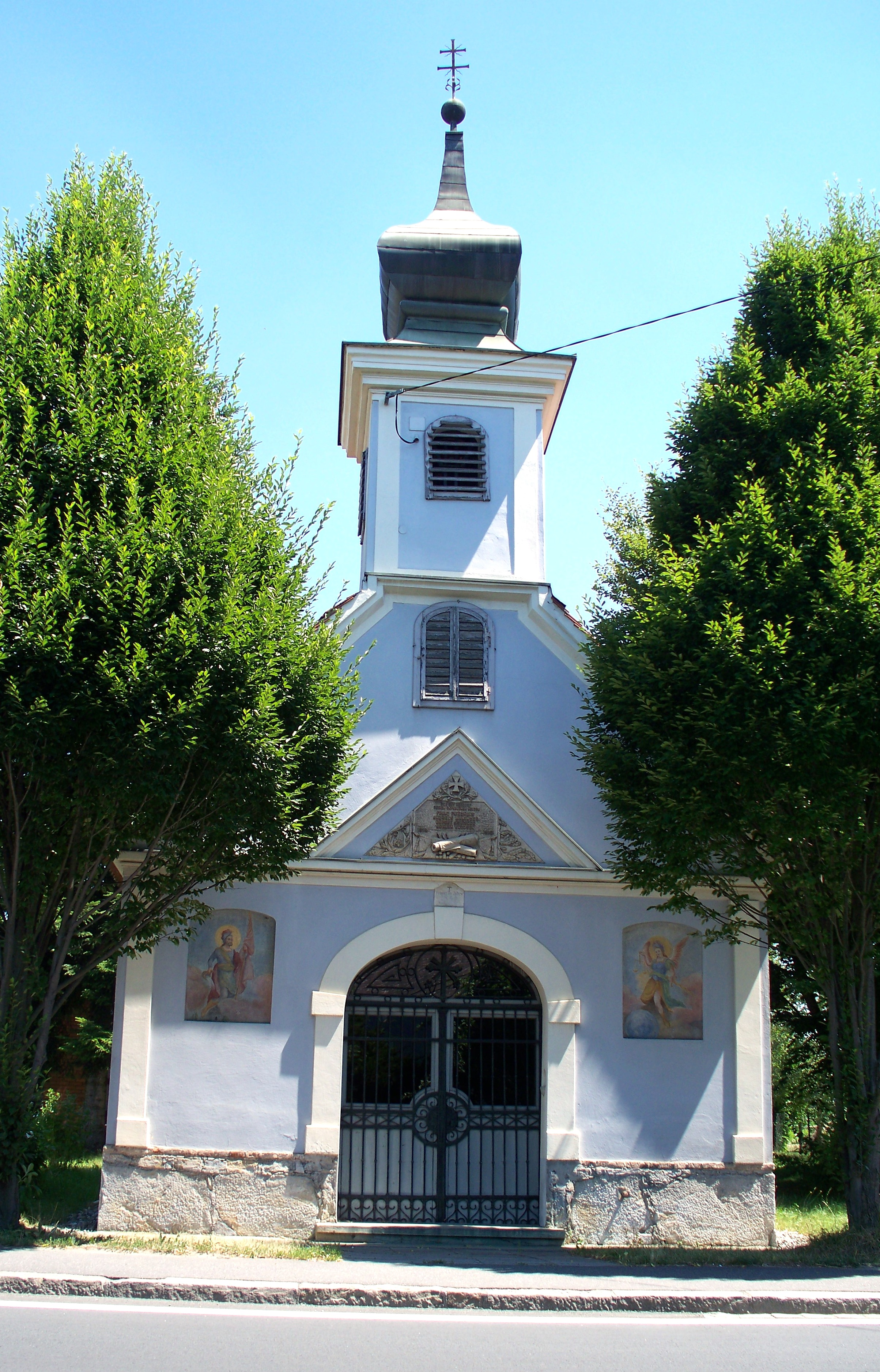
Die Florianikapelle im Juli 2010

Die Florianikapelle ist eine Kapelle im VII. Grazer Stadtbezirk Liebenau in der Steiermark. Sie liegt in unmittelbarer Nähe zur denkmalgeschützten Kirche St. Christoph und steht selbst ebenfalls unter Denkmalschutz.

## Geschichte
Die bei der Liebenauer Hauptstraße 291 bzw. 292 in der Katastralgemeinde Neudorf liegende Kapelle wurde laut einer Bauinschrift im Jahre 1846 erbaut. Sie besteht als kleiner Rechteckbau mit Apsis, ist dreijochig und besitzt eine Fassade mit Dreiecksgiebel und einem zwiebeldachgekrönten Giebelreiter. Die schmiedeeisernen Gitterflügel des Hauptportals stammen noch aus der Bauzeit. Im Inneren befindet sich ein Platzgewölbe auf Pilastern. Bei der Erscheinung des Dehio Graz 1979 wurde der Bauzustand der Kapelle als schlecht beschrieben, was sich jedoch in den darauffolgenden Jahrzehnten nach umfassenden Sanierungen deutlich verbesserte.